# Valempoulières
Valempoulières là một xã trong vùng hành chính Franche-Comté, thuộc tỉnh Jura, quận Lons-le-Saunier, tổng Champagnole. Tọa độ địa lý của xã là 46° 49' vĩ độ bắc, 05° 51' kinh độ đông. Valempoulières nằm trên độ cao trung bình là 650 mét trên mực nước biển, có điểm thấp nhất là 610 mét và điểm cao nhất là 766 mét. Xã có diện tích 16,25 km², dân số vào thời điểm 1999 là 172 người; mật độ dân số là 11 người/km².

## Thông tin nhân khẩu
| 1962 | 1968 | 1975 | 1982 | 1990 | 1999 |
| ---- | ---- | ---- | ---- | ---- | ---- |
| 198  | 208  | 192  | 184  | 175  | 172  |

## Địa điểm tham quan
Nhà thờ của Valempoulières được xây trong thế kỉ thứ 19.